# ニエベス・ナバロ
ニエベス・ナバロ・ガルシア（スペイン語: Nieves Navarro Garcia、1938年11月11日 - ）は、スペイン・アルメリア出身の女優・ファッションモデル。

## 出演作品
- 猟奇変態地獄
- ストリッパー殺人事件
- ゴールデン・ボーイ／危機また危機
- ソー・スウィート、ソー・デッド
- 柔肌の狩人／ダンサー連続殺人事件
- サルタナがやって来る　～虐殺の一匹狼～
- 夕陽の用心棒
- 復讐のガンマン
- 星空の用心棒
- 必殺のプロガンマン
- キスキス・バンバン
- 皆殺し24時間